# The Big C
The Big C è una serie televisiva statunitense creata da Darlene Hunt e trasmessa per quattro stagioni dal 2010 al 2013 dal canale via cavo Showtime.
In Italia è stata trasmessa in prima visione satellitare da Fox Life ed in chiaro da LA7d.

## Trama
Quando le viene diagnosticato il cancro (la "grande C" del titolo) Cathy Jamison ha l'opportunità di dare una scossa alla sua vita, ritrovando speranza e senso dell'ironia. Questa notizia, che preferirà tenere nascosta a tutti, soprattutto all'immaturo marito Paul, al figlio Adam e al fratello Sean, la porta a gettare la maschera di educata perbenista che fino a poco prima aveva indossato, modificando gran parte dei suoi atteggiamenti sia nella vita privata che in quella lavorativa.

Nel corso della sua storia affronta la malattia in modo differente, soprattutto dopo che il suo male viene reso pubblico e quando, nonostante una cura inizialmente positiva, il cancro si aggrava e si tramuta in incurabile.

## Personaggi e interpreti

### Personaggi principali
- Catherine "Cathy" Jamison (stagione 1-4), interpretata da Laura Linney, doppiata da Alessandra Korompay.
È la protagonista della serie. Dopo aver saputo che è malata di cancro, ha intenzione di godersi fino all'ultimo la sua vita, perché, come dice lei stessa, «a volte per apprezzare la vita ci vuole un gran cambiamento».
- Paul Jamison (stagione 1-4), interpretato da Oliver Platt, doppiato da Carlo Cosolo.
È il marito di Cathy, e viene a sapere del cancro della moglie solo verso la fine della prima stagione. Alla fine della seconda stagione perde il lavoro a causa della droga.
- Sean Tolkey (stagione 1-4), interpretato da John Benjamin Hickey, doppiato da Marco Mete.
È il fratello di Cathy, che viene a sapere del cancro solo nella seconda stagione, nonostante la sorella glielo avesse già detto in precedenza. Vedendo che Sean era rimasto male, Cathy ha fatto finta che stesse scherzando. Ha una relazione con Rebecca che resta inaspettatamente incinta, ma durante la seconda stagione perde il bambino a seguito di un aborto spontaneo.
- Adam Jamison (stagione 1-4), interpretato da Gabriel Basso, doppiato da Federico Campaiola.
È il figlio di Cathy e Paul. Viene a sapere che la madre è malata alla fine della prima stagione, ma non sembra veramente preoccupato, fino a quando, nella seconda stagione, si accorgerà della gravità della situazione.
- Marlene (stagione 1/ stagione 2-4 ricorrente), interpretata da Phyllis Somerville, doppiata da Paila Pavese.
Marlene è la vicina di casa di Cathy. Dapprima, non hanno un vero e proprio tipico rapporto d'amicizia, ma con l'andar del tempo, Marlene scopre che Cathy ha il cancro e Cathy scopre che Marlene è malata di Alzheimer. Alla fine della prima stagione si suicida perché ormai ha perso conoscenza. Cathy incontrerà Marlene in un sogno nella prima stagione, finale della seconda stagione e in numerosi altri episodi.
- Andrea Jackson (stagione 1-4), interpretata da Gabourey Sidibe, doppiata da Alessia Amendola.
È un'amica di Adam, nonché allieva di Cathy. Nella prima stagione Cathy suggerisce ad Andrea di iniziare una dieta. Nella seconda stagione, i suoi genitori se ne vanno e Andrea viene ospitata nella casa di Cathy.

### Personaggi secondari
- Dr. Todd Mauer (stagione 1-2), interpretato da Reid Scott, doppiato da Giorgio Borghetti.
È il dottore che ha diagnosticato il cancro a Cathy e che la cura fino alla seconda stagione
- Rebecca (stagione 1-2), interpretata da Cynthia Nixon, doppiata da Valeria Perilli.
È la compagna di Sean con il quale ha una gravidanza imprevista. Nella seconda stagione in seguito ad aborto spontaneo perde la bimba e se ne va.
- Tina (stagione 1-2), interpretata da Nadia Dajani, doppiata da Antonella Rinaldi.
È stata un piccolo flirt di Paul.
- Lenny (stagione 1), interpretato da Idris Elba, doppiato da Luca Ward.
È stato un breve flirt di Cathy, quando quest'ultima pensava che Paul stesse con qualcun'altra
- Lee (stagione 2), interpretato da Hugh Dancy, doppiata da Luigi Morville.
È un amico di Cathy che, alla fine della seconda stagione, muore perché malato anch'egli di cancro.
- Dr. Atticus Sherman (stagione 2-4), interpretato da Alan Alda, doppiato da Oliviero Dinelli.
È un dottore che sta provando una cura alternativa al cancro. Cathy si affiderà a lui nel corso della seconda stagione. Muore anch'egli di cancro nella stagione 4.
- Joy Kleinman (stagione 3), interpretata da Susan Sarandon, doppiata da Anna Rita Pasanisi.
È una guru che dopo aver vinto il cancro insegna dei corsi per affrontare la vita in modo positivo. Muore investita da un autobus con raffigurata la sua immagine dopo una lite con Cathy.
- Terapista (stagione 4), interpretata da Kathy Najimy.
 Personaggio che appare solo nell'ultima stagione, aiuta Cathy a sfogarsi durante i suoi ultimi mesi di vita. Aperta e abile, Cathy scopre nell'ultimo episodio che in realtà non è una psicoterapeuta bensì uno spirito.

## Episodi
Sono state trasmesse quattro stagioni e 40 episodi di The Big C (le prime 2 stagioni di 13 episodi ciascuna, la terza di 10 e la quarta da soli e propri 4 episodi).
| Stagione         | Episodi | Prima TV USA | Prima TV Italia |
| ---------------- | ------- | ------------ | --------------- |
| Prima stagione   | 13      | 2010         | 2011            |
| Seconda stagione | 13      | 2011         | 2012            |
| Terza stagione   | 10      | 2012         | 2013            |
| Quarta stagione  | 4       | 2013         | 2013            |

## Contenuti
La serie affronta il cancro e altri temi forti come il sesso, l'immigrazione, l'isolamento sociale, l'abuso di alcool, la prostituzione, l'adozione, l'adulterio, i gruppi di auto-aiuto, la medicina, le conseguenze lavorative e familiari del post cancro con modalità inedite e dissacranti. Il personaggio che maggiormente riveste le caratteristiche innovative dello show, oltre a quello di Laura Linney è quello di 
John Benjamin Hickey, che riveste i panni del fratello di Cathy, un uomo che, da diverso tempo, è senza fissa dimora e si è completamente distaccato dal vivere civile.
Nel corso delle varie stagioni, pur rimanendo abbastanza dissacrante, la serie si allontana un po' dal genere commedia, soprattutto nell'ultima stagione, a causa dell'aggravarsi delle condizioni di salute di Cathy, i toni diventano maggiormente drammatici.